# Heilgereuthe

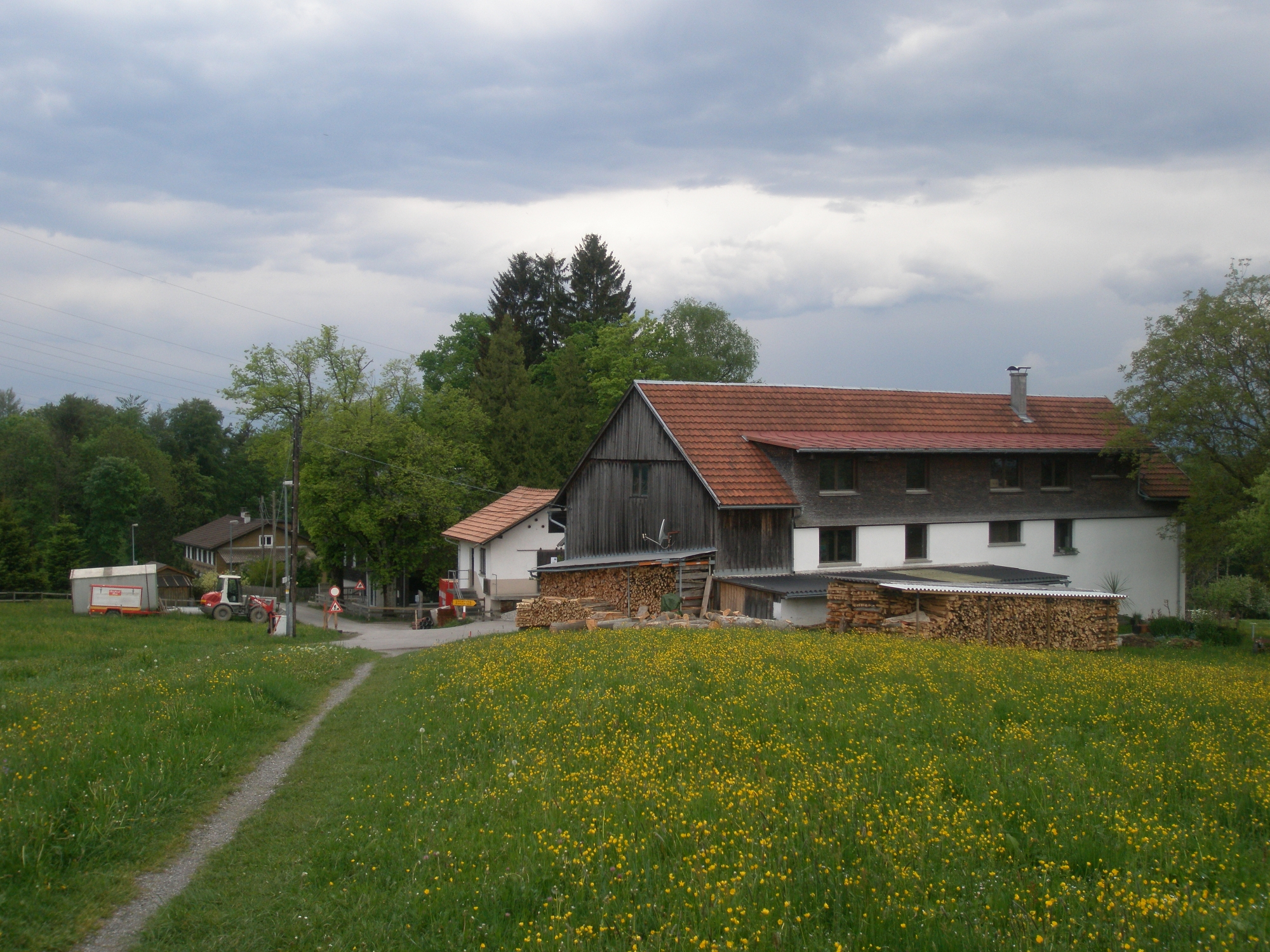
Pohled dolů na východní část osady. Obecná škola je téměř celá skryta mezi stromy

Heilgereuthe je osada nacházející se v intravilánu rakouského města Dornbirn ve spolkové zemi Vorarlbersko. S rozlohou cca 20 hektarů je Heilgereuthe jednou z největších osad v severní polovině Dornbirnu.

## Geografie

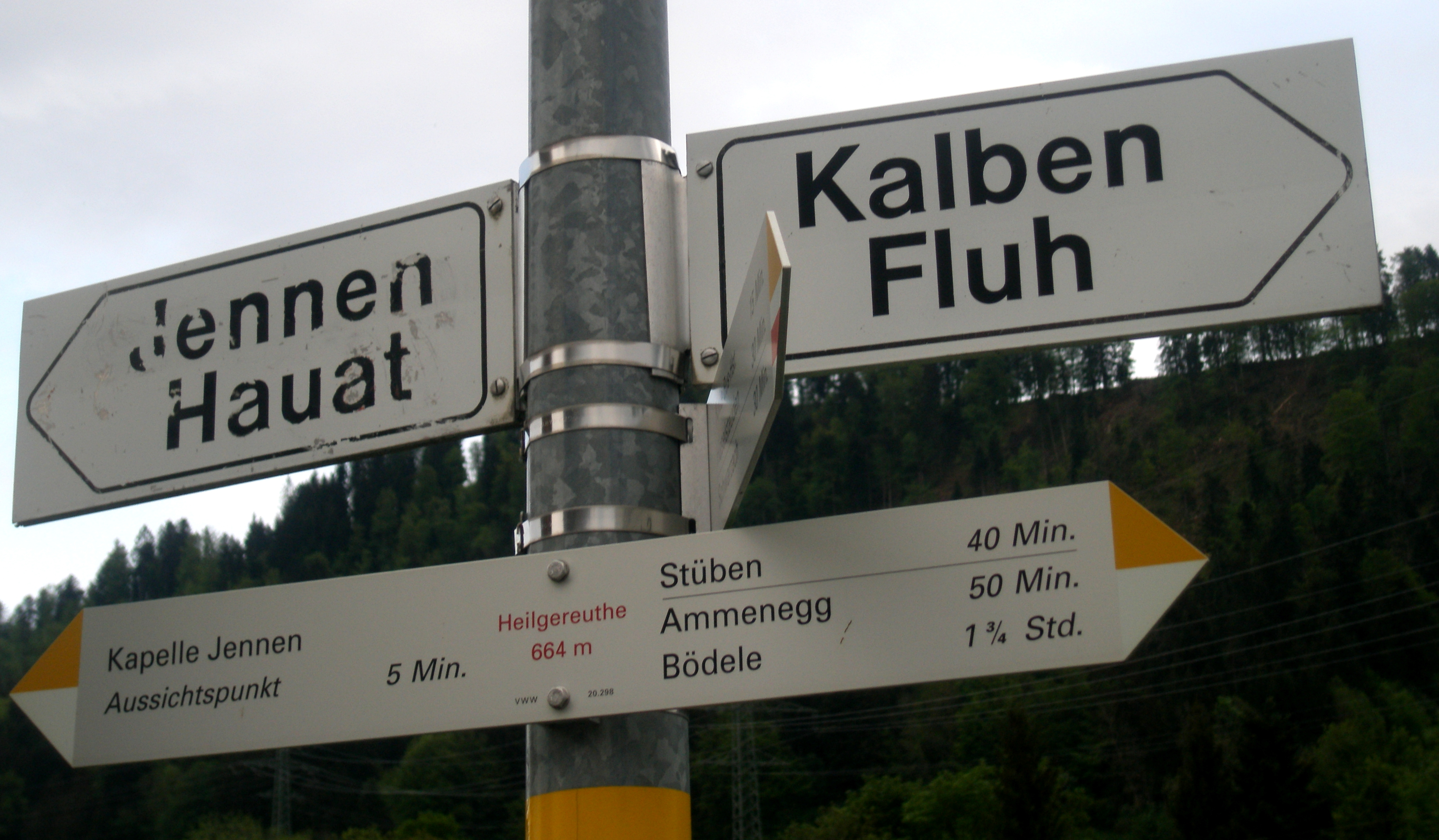
Rozcestník v Heilgereuthe

### Přehled
Heilgereuthe se nachází ve východní části dornbirnského městského obvodu Haselstauden v nadmořské výšce 664 metrů. Osada je ze všech stran obklopena jinými osadami. Plocha patřící k osadě pokrývá prostor mezi dvěma silnicemi, široký asi 400 metrů, přičemž obě silnice nesou stejný název jako osada a jsou vzájemně propojeny příčnou ulicí. Osada je tak rozdělena na dvě hlavní části. Obě skupiny domů se však nacházejí v těsné blízkosti křižovatek těchto komunikací.
Sousední osady se nazývají Hof, Achrain, Jennen, Hauat, Kalben, Fluh a Burg (ve směru hodinových ručiček od severu).

### Řeky a vodstvo

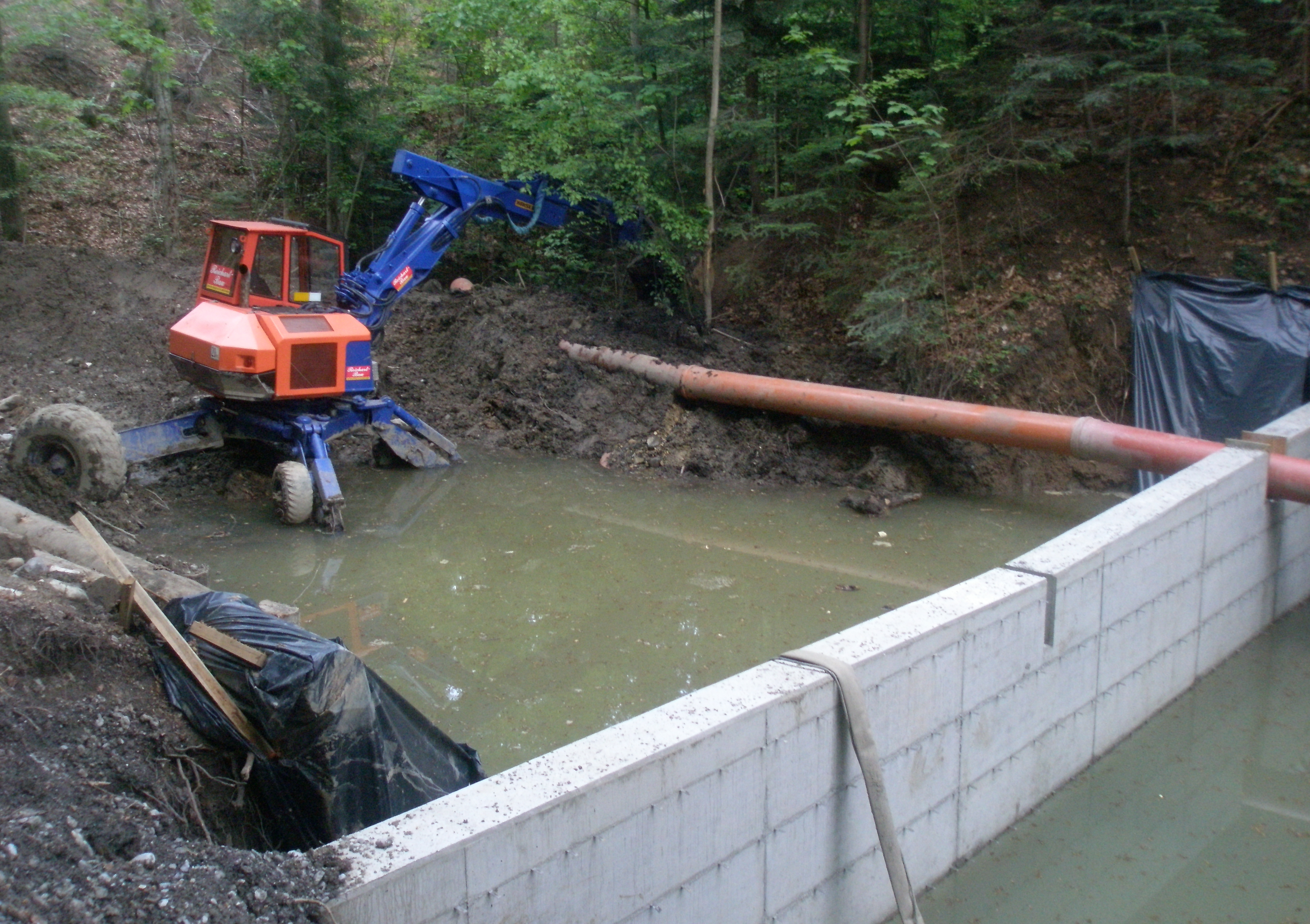
Požární rybník při stavebních pracích v roce 2009

Stiglbach, největší řeka v Haselstaudenu, má několik pramenů, většinu z nich právě v Heilgereuthe.
Osada je pro obvod Haselstauden zvláště důležitá, protože obsahuje největší vodní plochu v obvodu. Přímo u silnice na východě osady je Stiglbach přehrazen. Vzniklá zásobárna vody byla dříve využívána jako požární nádrž.

## Vzdělání
Od roku 1904 se v osadě nachází jedna ze dvou obecných škol v Haselstaudenu, Montessori-Schule Heilgereuthe. Budova školy byla zrekonstruována v letech 1998/1999. Škola slouží jako první vzdělávací instituce pro mnoho dětí z okolních osad, a umožňuje místním dětem vyhnout se dlouhé cestě do školy dolů do Rýnského údolí.

## Doprava
Heilgereuthe je silničně přímo napojena na hlavní sídelní oblast Haselstauden. Spojení s okolním světem zajišťuje také veřejná doprava prostřednictvím autobusů.